# Keithroy Cornelius
Keithroy Cornelius (ur. 3 maja 1968) – piłkarz i krykiecista z Wysp Dziewiczych Stanów Zjednoczonych występujący na pozycji pomocnika.

## Kariera klubowa
Cornelius równolegle do piłki nożnej kontynuował karierę krykiecisty. W sezonie 2007/2008 występował w rozgrywkach Twenty20 jako zawodnik reprezentacji Wysp Dziewiczych Stanów Zjednoczonych.

## Kariera reprezentacyjna
W piłkarskiej reprezentacji Wysp Dziewiczych Stanów Zjednoczonych zadebiutował 31 marca 2004 w przegranym 0:7 meczu z Saint Kitts i Nevis w ramach eliminacji do Mistrzostw Świata 2006. Jego drużynie nie zdołała się jednak zakwalifikować na mundial. Wziął także udział w eliminacjach do Mistrzostw Świata 2014, podczas których strzelił pierwszego gola w kadrze narodowej – 15 listopada 2011 w przegranym 1:6 spotkaniu z Curaçao, a reprezentanci Wysp Dziewiczych Stanów Zjednoczonych ponownie nie zdołali awansować na światowy czempionat.